# Paramordella brevesetosa
Paramordella brevesetosa là một loài bọ cánh cứng trong họ Mordellidae. Loài này được Pic mô tả khoa học năm 1936.